# Lahen (Gemeinde Aschbach)
Lahen ist ein Dorf in der Katastralgemeinde Aschbach-Dorf der Marktgemeinde Aschbach-Markt, Niederösterreich.

## Geografie
Lahen  liegt nordöstlich von Aschbach-Dorf, wird von der Landesstraße 6216 erschlossen und besteht aus mehreren bäuerlichen Anwesen. Unmittelbar südlich führt die Voralpen Straße (B122) am Ort vorbei.

## Geschichte
Laut Adressbuch von Österreich waren im Jahr 1938 in Lahen ein Trafikant, ein Zementwarenfabrikant und einige Landwirte ansässig.